# Alex Portal
Alex Portal (Saint-Germain-en-Laye, 12 febbraio 2002) è un nuotatore francese.

## Biografia
È fratello maggiore del nuotatore paralimpico di caratura internazionale Kylian Portal. È non vedente sin dalla nascita.
All'età di 7 anni ha iniziato a nuotare con il Cercle des Nageurs de l'Ouest de Saint-Germain-en-Laye. Ha preso parte alla sua prima gara élite nel 2016. È allenato da Guillaume Benoist. 
Ai suoi primi europei paralimpici disputati a Dublino nel 2018 si è aggiudicato l'argento nei 100 metri farfalla S13 e il bronzo nei 200 metri misti SM13 e nei 400 m stile libero S13.
Ai mondiali paralimpici di Londra 2019 ha ottenuto l'argento nei 200 m misti SM13 e il bronzo nei 400 m stile libero S13.
Agli europei di Funchal 2021 ha vinto l'argento nei 100 m dorso S13, nei 200 m misti SM13 e nei 400 m stile libero S13, nonché il bronzo nei 100 m farfalla S13.
Ha fatto parte della delegazione francese ai Giochi paralimpici estivi di Tokyo 2020, dove ha ottenuto l'argento nei 200 metri misti SM13, terminando alle spalle del bielorusso Ihar Boki, ed il bronzo nei 400 m stile libero S13, preceduto sul podio sempre da Ihar Boki e dall'ucraino Kyrylo Gerashchenko. Nel 2024 conquista tre medaglie d'argento ed un bronzo alle Paralimpiadi casalinghe di Parigi.

## Palmarès
- Giochi paralimpici

Tokyo 2020: argento nei 200m misti SM13, bronzo nei 400 m stile libero S13.
Parigi 2024: argento nei 400m sl S13, nei 100m farfalla S13 e nei 200m misti SM13, bronzo nei 100m farfalla S13.
- Mondiali paralimpici

Londra 2019: argento nei 200m misti SM13, bronzo nei 400m stile libero S13.
- Europei paralimpici

Dublino 2018: argento nei 100 m farfalla S13, bronzo nei 200 m misti SM13 e nei 400 m stile libero S13.
Funchal 2021: argento nei 100 m dorso S13, nei 200 m misti SM13 e nei 400 m stile libero S13, bronzo nei 100 m farfalla S13.